# Az NDK az 1972. évi nyári olimpiai játékokon
Az NDK az NSZK-beli Münchenben megrendezett 1972. évi nyári olimpiai játékok egyik részt vevő nemzete volt. Az országot az olimpián 18 sportágban 297 sportoló képviselte, akik összesen 66 érmet szereztek.

## Érmesek
| Érem  | Versenyző | Sportág       | Versenyszám                    |
| ----- | --- | ------------- | ------------------------------ |
| Arany | Peter Frenkel | Atlétika      | Férfi 20 km gyaloglás          |
| Arany | Wolfgang Nordwig | Atlétika      | Férfi rúdugrás                 |
| Arany | Renate Stecher | Atlétika      | Női 100 m                      |
| Arany | Renate Stecher | Atlétika      | Női 200 m                      |
| Arany | Monika Zehrt | Atlétika      | Női 400 m                      |
| Arany | Annelie Ehrhardt | Atlétika      | Női 100 m gát                  |
| Arany | Dagmar Käsling Rita Kühne Helga Seidler Monika Zehrt | Atlétika      | Női 4 × 400 m váltó            |
| Arany | Ruth Fuchs | Atlétika      | Női gerelyhajítás              |
| Arany | Siegfried Brietzke Wolfgang Mager | Evezés        | Férfi kormányos nélküli kettes |
| Arany | Wolfgang Gunkel Jörg Lucke Klaus-Dieter Neubert | Evezés        | Férfi kormányos kettes         |
| Arany | Frank Forberger Dieter Grahn Frank Rühle Dieter Schubert | Evezés        | Férfi kormányos nélküli négyes |
| Arany | Siegbert Horn | Kajak-kenu    | Férfi szlalom kajak egyes      |
| Arany | Reinhard Eiben | Kajak-kenu    | Férfi szlalom kenu egyes       |
| Arany | Rolf-Dieter Amend Walter Hofmann | Kajak-kenu    | Férfi szlalom kenu kettes      |
| Arany | Angelika Bahmann | Kajak-kenu    | Női szlalom kajak egyes        |
| Arany | Klaus Köste | Torna         | Férfi ugrás                    |
| Arany | Karin Janz | Torna         | Női ugrás                      |
| Arany | Karin Janz | Torna         | Női felemás korlát             |
| Arany | Roland Matthes | Úszás         | Férfi 100 m hát                |
| Arany | Roland Matthes | Úszás         | Férfi 200 m hát                |
| Ezüst | Stefan Junge | Atlétika      | Férfi magasugrás               |
| Ezüst | Jörg Drehmel | Atlétika      | Férfi hármasugrás              |
| Ezüst | Jochen Sachse | Atlétika      | Férfi kalapácsvetés            |
| Ezüst | Gunhild Hoffmeister | Atlétika      | Női 1500 m                     |
| Ezüst | Christina Heinich Evelin Kaufer Renate Stecher Bärbel Struppert | Atlétika      | Női 4 × 100 m váltó            |
| Ezüst | Margitta Helmbold-Gummel | Atlétika      | Női súlylökés                  |
| Ezüst | Jacqueline Todten | Atlétika      | Női gerelyhajítás              |
| Ezüst | Heinz-Helmut Wehling | Birkózás      | Kötöttfogás, 62 kg             |
| Ezüst | Reinhard Gust Rolf Jobst Klaus-Dieter Ludwig Eckhard Martens Dietrich Zander | Evezés        | Férfi kormányos négyes         |
| Ezüst | Petra Grabowski Ilse Kaschube | Kajak-kenu    | Női kajak kettes 500 m         |
| Ezüst | Hans-Jürgen Geschke Werner Otto | Kerékpározás  | Férfi kétüléses tandem         |
| Ezüst | Thomas Huschke Heinz Richter Herbert Richter Uwe Unterwalder | Kerékpározás  | Férfi csapat üldözőverseny     |
| Ezüst | Nemzeti válogatott Horst Hagen Wolfgang Löwe Wolfgang Maibohm Jürgen Maune Horst Peter Eckehard Pietzsch Siegfried Schneider Arnold Schulz Rudi Schumann Rainer Tscharke Wolfgang Webner Wolfgang Weise | Röplabda      | Férfi                          |
| Ezüst | Erika Zuchold | Torna         | Női ugrás                      |
| Ezüst | Erika Zuchold | Torna         | Női felemás korlát             |
| Ezüst | Karin Janz | Torna         | Női egyéni összetett           |
| Ezüst | Irene Abel Angelika Hellmann Karin Janz Richarda Schmeißer Christine Schmitt Erika Zuchold | Torna         | Női csapat összetett           |
| Ezüst | Hartmut Flöckner Klaus Katzur Roland Matthes Lutz Unger | Úszás         | Férfi 4 × 100 m vegyes váltó   |
| Ezüst | Roswitha Beier | Úszás         | Női 100 m pillangó             |
| Ezüst | Kornelia Ender | Úszás         | Női 200 m vegyes               |
| Ezüst | Sylvia Eichner Andrea Eife Kornelia Ender Elke Sehmisch Gabriele Wetzko | Úszás         | Női 4 × 100 m gyorsváltó       |
| Ezüst | Roswitha Beier Kornelia Ender Christine Herbst Renate Vogel Gabriele Wetzko | Úszás         | Női 4 × 100 m vegyes váltó     |
| Ezüst | Paul Borowski Karl-Heinz Thun Konrad Weichert | Vitorlázás    | Sárkányhajó                    |
| Bronz | Hans-Georg Reimann | Atlétika      | Férfi 20 km gyaloglás          |
| Bronz | Hartmut Briesenick | Atlétika      | Férfi súlylökés                |
| Bronz | Gunhild Hoffmeister | Atlétika      | Női 800 m                      |
| Bronz | Karin Balzer | Atlétika      | Női 100 m gát                  |
| Bronz | Burglinde Pollak | Atlétika      | Női ötpróba                    |
| Bronz | Dietmar Hötger | Cselgáncs     | Férfi váltósúly                |
| Bronz | Wolfgang Güldenpfennig | Evezés        | Férfi egypárevezős             |
| Bronz | Joachim Böhmer Hans-Ulrich Schmied | Evezés        | Férfi kétpárevezős             |
| Bronz | Hans-Joachim Borzym Harold Dimke Bernd Landvoigt Jörg Landvoigt Heinrich Mederow Manfred Schmorde Manfred Schneider Hartmut Schreiber Dietmar Schwarz | Evezés        | Férfi nyolcas                  |
| Bronz | Harald Gimpel | Kajak-kenu    | Férfi szlalom kajak egyes      |
| Bronz | Jürgen Schütze | Kerékpározás  | Férfi egyéni időfutam          |
| Bronz | Nemzeti válogatott Bernd Bransch Jürgen Croy Peter Ducke Frank Ganzera Reinhard Häfner Harald Irmscher Hans-Jürgen Kreische Lothar Kurbjuweit Jürgen Pommerenke Ralf Schulenberg Wolfgang Seguin Jürgen Sparwasser Joachim Streich Eberhard Vogel Manfred Zapf Siegmar Wätzlich Konrad Weise Dieter Schneider Axel Tyll | Labdarúgás    | Férfi                          |
| Bronz | Marina Janicke | Műugrás       | Női egyéni műugrás             |
| Bronz | Marina Janicke | Műugrás       | Női egyéni toronyugrás         |
| Bronz | Peter Tiepold | Ökölvívás     | Nagyváltósúly                  |
| Bronz | Werner Lippoldt | Sportlövészet | Sportpuska összetett           |
| Bronz | Michael Buchheim | Sportlövészet | Skeet                          |
| Bronz | Stefan Grützner | Súlyemelés    | 110 kg                         |
| Bronz | Gerd Bonk | Súlyemelés    | +110 kg                        |
| Bronz | Matthias Brehme Wolfgang Klotz Klaus Köste Jürgen Paeke Reinhard Rychly Wolfgang Thüne | Torna         | Férfi csapat összetett         |
| Bronz | Karin Janz | Torna         | Női gerenda                    |
| Bronz | Peter Bruch Wilfried Hartung Roland Matthes Udo Poser Lutz Unger | Úszás         | Férfi 4 × 100 m gyorsváltó     |
| Bronz | Gudrun Wegner | Úszás         | Női 400 m gyors                |

## Atlétika
Férfi
| Versenyző                                                       | Versenyszám     | Előfutam | Előfutam | Előfutam | Negyeddöntő | Negyeddöntő | Negyeddöntő | Elődöntő      | Elődöntő      | Elődöntő      | Döntő    | Döntő    |
| Versenyző                                                       | Versenyszám     | Idő      | Hely.    | Össz.    | Idő         | Hely.       | Össz.       | Idő           | Hely.         | Össz.         | Idő      | Helyezés |
| --------------------------------------------------------------- | --------------- | -------- | -------- | -------- | ----------- | ----------- | ----------- | ------------- | ------------- | ------------- | -------- | -------- |
| Hans-Jürgen Bombach                                             | 100 m           | 10,66    | 3.       | 39.**    | 10,64       | 8.          | 33.*        | kiesett       | kiesett       | kiesett       | kiesett  | kiesett  |
| Bernd Borth                                                     | 100 m           | 10,48    | 2.       | 15.      | 10,44       | 3.          | 14.**       | 10,60         | 7.            | 15.           | kiesett  | kiesett  |
| Manfred Kokot                                                   | 100 m           | 10,49    | 1.       | 16.*     | 10,44       | 6.          | 14.**       | kiesett       | kiesett       | kiesett       | kiesett  | kiesett  |
| Siegfried Schenke                                               | 200 m           | 20,66    | 1.       | 3.       | 20,79       | 3.          | 16.         | 20,97         | 4.            | 9.            | 20,56    | 6.       |
| Hans-Joachim Zenk                                               | 200 m           | 20,93    | 2.       | 11.      | 20,59       | 2.          | 6.          | 20,63         | 3.            | 3.            | 21,05    | 8.       |
| Dieter Fromm                                                    | 800 m           | 1:46,94  | 1.       | 1.       |             |             |             | 1:48,1        | 2.            | 7.            | 1:47,96  | 8.       |
| Klaus-Peter Justus                                              | 1500 m          | 3:40,44  | 4.       | 4.       |             |             |             | 3:44,6        | 9.            | 26.           | kiesett  | kiesett  |
| Frank Eisenberg                                                 | 5000 m          | 13:38,4  | 2.       | 9.**     |             |             |             |               |               |               | 13:40,84 | 9.       |
| Frank Siebeck                                                   | 110 m gát       | 13,83    | 1.       | 4.       |             |             |             | 13,58         | 2.            | 4.            | 13,71    | 5.       |
| Christian Rudolph                                               | 400 m gát       | 50,00    | 1.       | 6.       |             |             |             | nem ért célba | nem ért célba | nem ért célba | kiesett  | kiesett  |
| Eckhard Lesse                                                   | Maraton         |          |          |          |             |             |             |               |               |               | 2:22:49  | 25.      |
| Peter Frenkel                                                   | 20 km gyaloglás |          |          |          |             |             |             |               |               |               | 1:26:42  |          |
| Hans-Georg Reimann                                              | 20 km gyaloglás |          |          |          |             |             |             |               |               |               | 1:27:16  |          |
| Gerhard Sperling                                                | 20 km gyaloglás |          |          |          |             |             |             |               |               |               | 1:27:55  | 4.       |
| Christoph Höhne                                                 | 50 km gyaloglás |          |          |          |             |             |             |               |               |               | 4:20:43  | 14.      |
| Peter Selzer                                                    | 50 km gyaloglás |          |          |          |             |             |             |               |               |               | 4:04:05  | 5.       |
| Karl-Heinz Stadtmüller                                          | 50 km gyaloglás |          |          |          |             |             |             |               |               |               | 4:14:28  | 11.      |
| Manfred Kokot Bernd Borth Hans-Jürgen Bombach Siegfried Schenke | 4 × 100 m váltó | 39,17    | 3.       | 6.       |             |             |             | 39,06         | 3.            | 8.            | 38,90    | 5.       |

| Versenyző                | Versenyszám   | Selejtező | Selejtező | Döntő    | Döntő    |
| Versenyző                | Versenyszám   | Eredmény  | Helyezés  | Eredmény | Helyezés |
| ------------------------ | ------------- | --------- | --------- | -------- | -------- |
| Stefan Junge             | Magasugrás    | 215 cm    | 16.       | 221 cm   |          |
| Wolfgang Nordwig         | Rúdugrás      | 510 cm    | 1.*       | 550 cm   |          |
| Max Klauß                | Távolugrás    | 793 cm    | 7.*       | 796 cm   | 6.       |
| Jörg Drehmel             | Hármasugrás   | 16,57 m   | 2.        | 17,31 m  |          |
| Heinz-Günter Schenk      | Hármasugrás   | 15,91 m   | 19.       | kiesett  | kiesett  |
| Hartmut Briesenick       | Súlylökés     | 20,38 m   | 2.        | 21,14 m  |          |
| Hans-Peter Gies          | Súlylökés     | 19,06 m   | 17.       | 21,14 m  | 4.       |
| Heinz-Joachim Rothenburg | Súlylökés     | 19,03 m   | 18.       | 19,74 m  | 11.      |
| Hartmut Losch            | Diszkoszvetés | 56,54 m   | 22.       | kiesett  | kiesett  |
| Detlef Thorith           | Diszkoszvetés | 59,36 m   | 12.       | 62,42 m  | 6.       |
| Jochen Sachse            | Kalapácsvetés | 69,94 m   | 5.        | 74,96 m  |          |
| Reinhard Theimer         | Kalapácsvetés | 70,66 m   | 3.        | 69,16 m  | 13.      |
| Manfred Stolle           | Gerelyhajítás | 80,78 m   | 6.        | 79,32 m  | 9.       |

| Versenyző       | Versenyszám | 100 m | 100 m | Távolugrás | Távolugrás | Súlylökés | Súlylökés | Magasugrás | Magasugrás | 400 m | 400 m | 110 m gát     | 110 m gát     | Diszkoszvetés    | Diszkoszvetés    | Rúdugrás      | Rúdugrás      | Gerelyhajítás | Gerelyhajítás | 1500 m        | 1500 m        | Végeredmény   | Végeredmény   |
| Versenyző       | Versenyszám | Idő   | Pont  | Eredmény   | Pont       | Eredmény  | Pont      | Eredmény   | Pont       | Idő   | Pont  | Idő           | Pont          | Eredmény         | Pont             | Eredmény      | Pont          | Eredmény      | Pont          | Idő           | Pont          | Pont          | Helyezés      |
| --------------- | ----------- | ----- | ----- | ---------- | ---------- | --------- | --------- | ---------- | ---------- | ----- | ----- | ------------- | ------------- | ---------------- | ---------------- | ------------- | ------------- | ------------- | ------------- | ------------- | ------------- | ------------- | ------------- |
| Joachim Kirst   | Tízpróba    | 11,12 | 775   | 759 cm     | 939        | 16,09 m   | 852       | 210 cm     | 942        | 48,90 | 856   | nem ért célba | nem ért célba | nem állt rajthoz | nem állt rajthoz | nem ért célba | nem ért célba | nem ért célba | nem ért célba | nem ért célba | nem ért célba | nem ért célba | nem ért célba |
| Stefan Schreyer | Tízpróba    | 10,82 | 849   | 744 cm     | 909        | 15,02 m   | 790       | 192 cm     | 788        | 49,51 | 829   | 15,00         | 848           | 45,08 m          | 783              | 440 cm        | 909           | 60,70 m       | 770           | 4:48,2        | 475           | 7950          | 5.            |

Női
| Versenyző                                                       | Versenyszám     | Előfutam | Előfutam | Előfutam | Negyeddöntő | Negyeddöntő | Negyeddöntő | Elődöntő | Elődöntő | Elődöntő | Döntő   | Döntő    |
| Versenyző                                                       | Versenyszám     | Idő      | Hely.    | Össz.    | Idő         | Hely.       | Össz.       | Idő      | Hely.    | Össz.    | Idő     | Helyezés |
| --------------------------------------------------------------- | --------------- | -------- | -------- | -------- | ----------- | ----------- | ----------- | -------- | -------- | -------- | ------- | -------- |
| Evelin Kaufer                                                   | 100 m           | 11,59    | 4.       | 22.      | 11,55       | 7.          | 19.         | kiesett  | kiesett  | kiesett  | kiesett | kiesett  |
| Renate Stecher                                                  | 100 m           | 11,31    | 1.       | 3.       | 11,27       | 1.          | 2.*         | 11,18    | 1.       | 1.       | 11,07   |          |
| Renate Stecher                                                  | 200 m           | 22,96    | 1.       | 1.       | 23,31       | 1.          | 12.         | 22,83    | 1.       | 1.       | 22,40   |          |
| Christina Heinich                                               | 200 m           | 23,90    | 3.       | 16.      | 23,23       | 3.          | 10.         | 23,28    | 3.       | 9.       | 22,89   | 5.*      |
| Ellen Strophal-Streidt                                          | 200 m           | 23,54    | 1.       | 9.       | 22,93       | 1.          | 2.          | 22,90    | 1.       | 2.       | 22,75   | 4.       |
| Ellen Strophal-Streidt                                          | 100 m           | 11,63    | 5.       | 25.      | 11,48       | 5.          | 14.*        | kiesett  | kiesett  | kiesett  | kiesett | kiesett  |
| Dagmar Käsling                                                  | 400 m           | 52,99    | 2.       | 14.      | 52,33       | 1.          | 8.*         | 51,73    | 2.       | 3.       | 52,19   | 7.       |
| Helga Seidler                                                   | 400 m           | 52,79    | 2.       | 8.       | 51,97       | 2.          | 4.          | 51,68    | 1.       | 2.       | 51,86   | 4.       |
| Monika Zehrt                                                    | 400 m           | 52,49    | 1.       | 5.       | 52,33       | 2.          | 8.*         | 51,47    | 1.       | 1.       | 51,08   |          |
| Maritta Politz                                                  | 800 m           | 2:02,40  | 5.       | 12.      |             |             |             | kiesett  | kiesett  | kiesett  | kiesett | kiesett  |
| Gunhild Hoffmeister                                             | 800 m           | 2:03,15  | 2.       | 17.      |             |             |             | 2:01,21  | 2.       | 2.       | 1:59,19 |          |
| Gunhild Hoffmeister                                             | 1500 m          | 4:12,80  | 2.       | 14.      |             |             |             | 4:07,94  | 3.       | 7.       | 4:02,83 |          |
| Karin Burneleit                                                 | 1500 m          | 4:10,83  | 2.       | 8.       |             |             |             | 4:05,78  | 2.       | 2.       | 4:04,11 | 4.       |
| Annelie Ehrhardt                                                | 100 m gát       | 12,70    | 1.       | 1.       |             |             |             | 12,73    | 1.       | 1.       | 12,59   |          |
| Annerose Krumpholz                                              | 100 m gát       | 13,31    | 2.       | 10.      |             |             |             | 13,24    | 3.       | 7.       | 13,27   | 7.       |
| Karin Balzer                                                    | 100 m gát       | 13,10    | 1.       | 5.       |             |             |             | 12,97    | 3.       | 5.       | 12,90   |          |
| Evelin Kaufer Christina Heinich Bärbel Struppert Renate Stecher | 4 × 100 m váltó | 42,88    | 1.       | 1.       |             |             |             |          |          |          | 42,95   |          |
| Dagmar Käsling Rita Kühne Helga Seidler Monika Zehrt            | 4 × 400 m váltó | 3:28,48  | 1.       | 1.       |             |             |             |          |          |          | 3:22,95 |          |

| Versenyző                | Versenyszám   | Selejtező | Selejtező | Döntő    | Döntő    |
| Versenyző                | Versenyszám   | Eredmény  | Helyezés  | Eredmény | Helyezés |
| ------------------------ | ------------- | --------- | --------- | -------- | -------- |
| Rita Gildemeister        | Magasugrás    | 176 cm    | 1.***     | 182 cm   | 12.*     |
| Rita Schmidt-Kirst       | Magasugrás    | 176 cm    | 1.***     | 185 cm   | 5.       |
| Rosemarie Ackermann      | Magasugrás    | 176 cm    | 6.****    | 185 cm   | 7.       |
| Kristina Albertus        | Távolugrás    | 601 cm    | 26.       | kiesett  | kiesett  |
| Angelika Liebsch         | Távolugrás    | 669 cm    | 1.        | 623 cm   | 13.      |
| Margrit Olfert           | Távolugrás    | 652 cm    | 3.        | 646 cm   | 8.       |
| Marianne Adam            | Súlylökés     | 19,11 m   | 2.        | 18,94 m  | 5.       |
| Margitta Helmbold-Gummel | Súlylökés     | 18,82 m   | 3.        | 20,22 m  |          |
| Marita Lange             | Súlylökés     | 18,16 m   | 6.        | 18,85 m  | 6.       |
| Gabriele Hinzmann        | Diszkoszvetés | 59,80 m   | 4.        | 61,72 m  | 6.       |
| Ruth Fuchs               | Gerelyhajítás | 60,88 m   | 1.        | 63,88 m  |          |
| Jacqueline Todten        | Gerelyhajítás | 59,62 m   | 2.        | 62,54 m  |          |

| Versenyző              | Versenyszám | 100 m gát | 100 m gát | Súlylökés | Súlylökés | Magasugrás | Magasugrás | Távolugrás | Távolugrás | 200 m | 200 m | Végeredmény | Végeredmény |
| Versenyző              | Versenyszám | Idő       | Pont      | Eredmény  | Pont      | Eredmény   | Pont       | Eredmény   | Pont       | Idő   | Pont  | Pont        | Helyezés    |
| ---------------------- | ----------- | --------- | --------- | --------- | --------- | ---------- | ---------- | ---------- | ---------- | ----- | ----- | ----------- | ----------- |
| Christine Bodner-Laser | Ötpróba     | 13,25     | 966       | 12,51 m   | 750       | 176 cm     | 993        | 640 cm     | 992        | 23,66 | 970   | 4671        | 4.          |
| Monika Peikert         | Ötpróba     | 14,23     | 837       | 14,14 m   | 846       | 160 cm     | 834        | 612 cm     | 932        | 25,74 | 783   | 4232        | 18.         |
| Burglinde Pollak       | Ötpróba     | 13,53     | 927       | 16,04 m   | 952       | 176 cm     | 993        | 621 cm     | 952        | 23,93 | 944   | 4768        |             |

* - egy másik versenyzővel azonos időt/eredményt ért el

** - két másik versenyzővel azonos időt ért el

*** - négy másik versenyzővel azonos eredményt ért el

**** - nyolc másik versenyzővel azonos eredményt ért el

## Birkózás
Kötöttfogású
| Versenyző            | Versenyszám | 1. forduló                     | 2. forduló                          | 3. forduló                           | 4. forduló                     | 5. forduló                         | 6. forduló                      | 7. forduló        | Döntő                                                | Helyezés    |
| Versenyző            | Versenyszám | Ellenfél Eredmény              | Ellenfél Eredmény                   | Ellenfél Eredmény                    | Ellenfél Eredmény              | Ellenfél Eredmény                  | Ellenfél Eredmény               | Ellenfél Eredmény | Ellenfél Eredmény                                    | Helyezés    |
| -------------------- | ----------- | ------------------------------ | ----------------------------------- | ------------------------------------ | ------------------------------ | ---------------------------------- | ------------------------------- | ----------------- | ---------------------------------------------------- | ----------- |
| Bernd Drechsel       | 48 kg       | Wayne Holmes (USA) · kétvállas | Seres Ferenc (HUN) · kétvállas      | Hızır Sarı (TUR) · kétvállas         | Gheorghe Berceanu (ROU) · 3-1  | kiesett                            |                                 |                   | kiesett                                              | helyezetlen |
| Wolfgang Radmacher   | 57 kg       | Jan Neckář (TCH) · kizárták    | Ali Lachkar (MAR) · 3-1             | kiesett                              | kiesett                        | kiesett                            | kiesett                         | kiesett           | kiesett                                              | helyezetlen |
| Heinz-Helmut Wehling | 62 kg       | Fudzsimoto Hideo (JPN) · 3-1   | Juan de Hernández (GUA) · kétvállas | erőnyerő                             | Ion Păun (ROU) · 2.5-2.5       | Kazimierz Lipień (POL) · kétvállas | Jemal Megrelishvili (URS) · 1-3 |                   | Hozott eredmény · Kazimierz Lipień (POL) · kétvállas |             |
| Klaus-Peter Göpfert  | 68 kg       | erőnyerő                       | Veikko Lavonen (FIN) · kizárták     | Sztojan Aposztolov (BUL) · kétvállas | kiesett                        | kiesett                            | kiesett                         |                   | kiesett                                              | helyezetlen |
| Klaus Pohl           | 74 kg       | Daniel Robin (FRA) · kétvállas | Robert Blaser (SUI) · kétvállas     | Eero Tapio (FIN) · 1-3               | erőnyerő                       | Vítězslav Mácha (TCH) · 3-1        |                                 |                   | kiesett                                              | 7.          |
| Frank Hartmann       | 82 kg       | Kiril Dimitrov (BUL) · 3-1     | Szató Szadao (JPN) · kétvállas      | Jan Kårström (SWE) · 2-2             | Milan Nenadić (YUG) · 1-3      | kiesett                            |                                 |                   | kiesett                                              | 6.          |
| Lothar Metz          | 90 kg       | Czesław Kwieciński (POL) · 2-2 | Josip Čorak (YUG) · 3-1             | Tani Kimucsi (JPN) · kétvállas       | kiesett                        | kiesett                            |                                 |                   | kiesett                                              | helyezetlen |
| Fredi Albrecht       | 100 kg      | Kiss Ferenc (HUN) · 3-1        | Szaitó Makoto (JPN) · 1-3           | erőnyerő                             | Nicolae Martinescu (ROU) · 3-1 | kiesett                            |                                 |                   | kiesett                                              | 5.          |

Szabadfogású
| Versenyző          | Versenyszám | 1. forduló                                       | 2. forduló                       | 3. forduló                            | 4. forduló                         | 5. forduló                          | 6. forduló                | 7. forduló        | Döntő             | Helyezés    |
| Versenyző          | Versenyszám | Ellenfél Eredmény                                | Ellenfél Eredmény                | Ellenfél Eredmény                     | Ellenfél Eredmény                  | Ellenfél Eredmény                   | Ellenfél Eredmény         | Ellenfél Eredmény | Ellenfél Eredmény | Helyezés    |
| ------------------ | ----------- | ------------------------------------------------ | -------------------------------- | ------------------------------------- | ---------------------------------- | ----------------------------------- | ------------------------- | ----------------- | ----------------- | ----------- |
| Jürgen Möbius      | 48 kg       | Csang Dongnjong (Jang Dok-Ryong) (PRK) · 1-3     | Ion Arapu (ROU) · 3-1            | Sergio Gonzalez (USA) · 2-2           | kiesett                            |                                     |                           |                   | kiesett           | helyezetlen |
| Willi Bock         | 52 kg       | Gál Henrik (HUN) · kétvállas                     | Ali Rıza Alan (TUR) · kétvállas  | kiesett                               | kiesett                            | kiesett                             | kiesett                   |                   | kiesett           | helyezetlen |
| Horst Mayer        | 57 kg       | Ramezan Kheder (IRI) · 3-1                       | Amrik Singh Gill (GBR) · 0.5-3.5 | Moises López (MEX) · kétvállas        | Risto Darlev (YUG) · kétvállas     | Jorge Ramos (CUB) · 1-3             | Klinga László (HUN) · 3-1 | kiesett           | kiesett           | 6.          |
| Udo Schröder       | 68 kg       | Arona Mané (SEN) · kétvállas                     | Sztéfanosz Joanídisz (GRE) · 3-1 | Petre Poalelungi (ROU) · 2-2          | Georges Carbasse (FRA) · kétvállas | Tsedendambyn Natsagdorj (MGL) · 3-1 |                           |                   | kiesett           | 6.          |
| Wolfgang Nitschke  | 74 kg       | Nestor González (ARG) · kétvállas                | Jan Karlsson (SWE) · 1-3         | Mehmet Ali Demirtaş (TUR) · kétvállas | Wayne Wells (USA) · 3-1            | Jancso Pavlov (BUL) · 3-1           | kiesett                   |                   | kiesett           | 5.          |
| Horst Stottmeister | 82 kg       | Kovács István (HUN) · 1-3                        | Ivan Iliev (BUL) · kétvállas     | Hayri Polat (TUR) · 1-3               | erőnyerő                           | Szaszaki Tacuo (JPN) · 2-2          | John Peterson (USA) · 3-1 |                   | kiesett           | 4.          |
| Günter Spindler    | 90 kg       | Kvak Kvangung (Kwak Gwang-Ung) (KOR) · kétvállas | Michel Grangier (FRA) · 3-1      | Umberto Marcheggiani (ITA) · 0.5-3.5  | Ruszi Petrov (BUL) · 1-3           | Gennagyij Sztrahov (URS) · 3.5-0.5  | kiesett                   |                   | kiesett           | 7.          |
| Gerd Bachmann      | 100 kg      | Vaszil Todorov (BUL) · 3-1                       | Ivan Jarigin (URS) · kétvállas   | kiesett                               | kiesett                            | kiesett                             |                           |                   | kiesett           | helyezetlen |
| Peter Germer       | +100 kg     | Oszman Duraliev (BUL) · 3-1                      | erőnyerő                         | Ştefan Stîngu (ROU) · 2-2             | Moslem Eskandar-Filabi (IRI) · 3-1 | kiesett                             |                           |                   | kiesett           | 6.          |

## Cselgáncs
| Versenyző         | Versenyszám  | Csoport | Selejtező         | 1. forduló                   | 2. forduló                        | 3. forduló                     | 4. forduló                  | Vigaszág 1. forduló          | Vigaszág 2. forduló         | Vigaszág 3. forduló    | Elődöntő                   | Döntő             | Helyezés |
| Versenyző         | Versenyszám  | Csoport | Ellenfél Eredmény | Ellenfél Eredmény            | Ellenfél Eredmény                 | Ellenfél Eredmény              | Ellenfél Eredmény           | Ellenfél Eredmény            | Ellenfél Eredmény           | Ellenfél Eredmény      | Ellenfél Eredmény          | Ellenfél Eredmény | Helyezés |
| ----------------- | ------------ | ------- | ----------------- | ---------------------------- | --------------------------------- | ------------------------------ | --------------------------- | ---------------------------- | --------------------------- | ---------------------- | -------------------------- | ----------------- | -------- |
| Karl-Heinz Werner | Könnyűsúly   | A       |                   | Moustafa Belhmira (MAR) · GY | Gustaaf Lauwereins (BEL) · GY     | Wolfram Koppen (FRG) · V       | kiesett                     |                              |                             |                        |                            |                   | 11.      |
| Dietmar Hötger    | Váltósúly    | A       |                   | Reto Zinsli (SUI) · GY       | Justin Andriamanantena (MAD) · GY | Engelbert Dörbrandt (FRG) · GY | Anatolij Novikov (URS) · GY |                              |                             |                        | Antoni Zajkowski (POL) · V | kiesett           |          |
| Rudolf Hendel     | Középsúly    | B       | erőnyerő          | Petr Jákl (TCH) · V          | kiesett                           | kiesett                        | kiesett                     |                              |                             |                        |                            |                   | 19.      |
| Helmut Howiller   | Félnehézsúly | B       |                   | Paul Barth (FRG) · V         |                                   |                                |                             | Włodzimierz Lewin (POL) · GY | Terry Farnsworth (CAN) · GY | Chiaki Ishii (BRA) · V | kiesett                    | kiesett           | 5.       |
| Klaus Hennig      | Nehézsúly    | B       |                   | erőnyerő                     | Leslie MacPhail (BEL) · GY        | Klaus Glahn (FRG) · V          | kiesett                     |                              |                             |                        |                            |                   | 9.       |
| Klaus Hennig      | Nyílt        | B       |                   | Angelo Parisi (GBR) · V      | kiesett                           | kiesett                        | kiesett                     |                              |                             |                        |                            |                   | 19.      |

## Evezés
| Versenyző | Versenyszám              | Előfutam | Előfutam | Vigaszág | Vigaszág | Elődöntő | Elődöntő | Döntő | Döntő   | Döntő | Helyezés |
| Versenyző | Versenyszám              | Idő      | Hely.    | Idő      | Hely.    | Idő      | Hely.    | Típus | Idő     | Hely. | Helyezés |
| --- | ------------------------ | -------- | -------- | -------- | -------- | -------- | -------- | ----- | ------- | ----- | -------- |
| Wolfgang Güldenpfennig | Egypárevezős             | 7:46,31  | 2.       | 8:05,19  | 1.       | 8:16,35  | 2.       | A     | 7:14,45 | 3.    |          |
| Joachim Böhmer Hans-Ulrich Schmied | Kétpárevezős             | 7:07,94  | 2.       | 7:00,54  | 1.       | 7:29,13  | 1.       | A     | 7:05,55 | 3.    |          |
| Siegfried Brietzke Wolfgang Mager | Kormányos nélküli kettes | 7:20,35  | 1.       | erőnyerő | erőnyerő | 7:40,58  | 1.       | A     | 6:53,16 | 1.    |          |
| Wolfgang Gunkel Jörg Lucke Klaus-Dieter Neubert (kormányos) | Kormányos kettes         | 7:54,11  | 1.       | erőnyerő | erőnyerő | 8:13,87  | 1.       | A     | 7:17,25 | 1.    |          |
| Frank Forberger Frank Rühle Dieter Grahn Dieter Schubert | Kormányos nélküli négyes | 6:43,87  | 1.       | erőnyerő | erőnyerő | 7:06,88  | 2.       | A     | 6:24,27 | 1.    |          |
| Dietrich Zander Reinhard Gust Eckhard Martens Rolf Jobst Klaus-Dieter Ludwig (kormányos)                                                                          | Kormányos négyes         | 6:44,57  | 1.       | erőnyerő | erőnyerő | 7:11,12  | 2.       | A     | 6:33,30 | 2.    |          |
| Hans-Joachim Borzym Jörg Landvoigt Harold Dimke Manfred Schneider Hartmut Schreiber Manfred Schmorde Bernd Landvoigt Heinrich Mederow Dietmar Schwarz (kormányos) | Nyolcas                  | 6:14,06  | 3.       | erőnyerő | erőnyerő | 6:22,47  | 1.       | A     | 6:11,67 | 3.    |          |

## Kajak-kenu

### Síkvízi
Férfi
| Versenyző                                                    | Versenyszám         | Előfutam | Előfutam | Előfutam | Vigaszág | Vigaszág | Vigaszág | Elődöntő | Elődöntő | Elődöntő | Döntő   | Döntő    |
| Versenyző                                                    | Versenyszám         | Idő      | Hely.    | Össz.    | Idő      | Hely.    | Össz.    | Idő      | Hely.    | Össz.    | Idő     | Helyezés |
| ------------------------------------------------------------ | ------------------- | -------- | -------- | -------- | -------- | -------- | -------- | -------- | -------- | -------- | ------- | -------- |
| Joachim Mattern                                              | Kajak egyes 1000 m  | 4:02,68  | 2.       | 5.       | erőnyerő | erőnyerő | erőnyerő | 3:54,24  | 3.       | 5.       | 3:51,94 | 6.       |
| Reiner Kurth Alexander Slatnow                               | Kajak kettes 1000 m | 3:46,05  | 1.       | 7.       | erőnyerő | erőnyerő | erőnyerő | 3:32,82  | 1.       | 3.       | 3:34,16 | 4.       |
| Volkmar Thiede Eduard Augustin Herbert Laabs Joachim Mattern | Kajak négyes 1000 m | 3:18,85  | 2.       | 4.       | erőnyerő | erőnyerő | erőnyerő | 3:11,65  | 4.       | 12.      | kiesett | kiesett  |
| Dirk Weise                                                   | Kenu egyes 1000 m   | 4:41,04  | 3.       | 8.       | erőnyerő | erőnyerő | erőnyerő |          |          |          | 4:14,38 | 4.       |
| Dirk Weise Dieter Lichtenberg                                | Kenu kettes 1000 m  | 4:12,95  | 2.       | 5.       | erőnyerő | erőnyerő | erőnyerő | 3:52,66  | 1.       | 5.       | 4:01,50 | 7.       |

Női
| Versenyző                     | Versenyszám        | Előfutam | Előfutam | Előfutam | Vigaszág | Vigaszág | Vigaszág | Elődöntő | Elődöntő | Elődöntő | Döntő   | Döntő    |
| Versenyző                     | Versenyszám        | Idő      | Hely.    | Össz.    | Idő      | Hely.    | Össz.    | Idő      | Hely.    | Össz.    | Idő     | Helyezés |
| ----------------------------- | ------------------ | -------- | -------- | -------- | -------- | -------- | -------- | -------- | -------- | -------- | ------- | -------- |
| Bettina Müller                | Kajak egyes 500 m  | 2:15,15  | 4.       | 9.       | 2:08,92  | 1.       | 3.       | 2:07,90  | 3.       | 7.       | 2:06,85 | 5.       |
| Ilse Kaschube Petra Grabowski | Kajak kettes 500 m | 2:00,96  | 2.       | 4.       | erőnyerő | erőnyerő | erőnyerő |          |          |          | 1:54,30 |          |

### Szlalom
Férfi
| Versenyző                        | Versenyszám | Döntő         | Döntő         | Döntő         | Döntő         | Döntő         | Helyezés |
| Versenyző                        | Versenyszám | 1. futam      | 1. futam      | 2. futam      | 2. futam      | Jobb eredmény | Helyezés |
| Versenyző                        | Versenyszám | Pont          | Hely.         | Pont          | Hely.         | Pont          | Helyezés |
| -------------------------------- | ----------- | ------------- | ------------- | ------------- | ------------- | ------------- | -------- |
| Jürgen Bremer                    | Kajak egyes | 480,50        | 24.           | 303,15        | 7.            | 303,15        | 8.       |
| Harald Gimpel                    | Kajak egyes | 298,11        | 5.            | 277,95        | 2.            | 277,95        |          |
| Siegbert Horn                    | Kajak egyes | 363,20        | 17.           | 268,56        | 1.            | 268,56        |          |
| Reinhard Eiben                   | Kenu egyes  | 327,50        | 1.            | 315,84        | 1.            | 315,84        |          |
| Jochen Förster                   | Kenu egyes  | 354,42        | 3.            | 365,45        | 5.            | 354,42        | 4.       |
| Jürgen Köhler                    | Kenu egyes  | 372,88        | 4.            | 447,70        | 12.           | 372,88        | 6.       |
| Walter Hofmann Rolf-Dieter Amend | Kenu kettes | 310,68        | 1.            | 445,51        | 10.           | 310,68        |          |
| Jürgen Kretschmer Klaus Trummer  | Kenu kettes | 329,57        | 3.            | nem ért célba | nem ért célba | 329,57        | 4.       |
| Jürgen Henze Herbert Fischer     | Kenu kettes | nem ért célba | nem ért célba | 508,44        | 16.           | 508,44        | 18.      |

Női
| Versenyző         | Versenyszám | Döntő    | Döntő    | Döntő         | Döntő         | Döntő         | Helyezés |
| Versenyző         | Versenyszám | 1. futam | 1. futam | 2. futam      | 2. futam      | Jobb eredmény | Helyezés |
| Versenyző         | Versenyszám | Pont     | Hely.    | Pont          | Hely.         | Pont          | Helyezés |
| ----------------- | ----------- | -------- | -------- | ------------- | ------------- | ------------- | -------- |
| Angelika Bahmann  | Kajak egyes | 413,07   | 2.       | 364,50        | 1.            | 364,50        |          |
| Sybille Boedecker | Kajak egyes | 482,88   | 8.       | 526,10        | 10.           | 482,88        | 11.      |
| Martina Falke     | Kajak egyes | 482,20   | 7.       | nem ért célba | nem ért célba | 482,20        | 10.      |

## Kerékpározás

### Országúti kerékpározás
| Versenyző            | Versenyszám   | Idő             | Helyezés      |
| -------------------- | ------------- | --------------- | ------------- |
| Dieter Gonschorek    | Mezőnyverseny | nem ért célba   | nem ért célba |
| Wolfram Kühn         | Mezőnyverseny | nem ért célba   | nem ért célba |
| Karl-Heinz Oberfranz | Mezőnyverseny | 4:17:09 (+2:32) | 30.           |
| Wolfgang Wesemann    | Mezőnyverseny | 4:17:09 (+2:32) | 33.           |

### Pálya-kerékpározás
Sprintverseny
| Versenyző           | Versenyszám  | 1. forduló                                            | 1. forduló | Vigaszág                                                | Vigaszág | 2. forduló                                            | 2. forduló | Vigaszág               | Vigaszág | Nyolcaddöntő                                 | Nyolcaddöntő | Vigaszág selejtező     | Vigaszág selejtező | Vigaszág döntő       | Vigaszág döntő | Negyeddöntő                            | Elődöntő             | Döntő                | Helyezés    |
| Versenyző           | Versenyszám  | Ellenfelek Győztes idő                                | Hely.      | Ellenfél Győztes idő                                    | Hely.    | Ellenfelek Győztes idő                                | Hely.      | Ellenfelek Győztes idő | Hely.    | Ellenfelek Győztes idő                       | Hely.        | Ellenfelek Győztes idő | Hely.              | Ellenfél Győztes idő | Hely.          | Ellenfél Győztes idő                   | Ellenfél Győztes idő | Ellenfél Győztes idő | Helyezés    |
| ------------------- | ------------ | ----------------------------------------------------- | ---------- | ------------------------------------------------------- | -------- | ----------------------------------------------------- | ---------- | ---------------------- | -------- | -------------------------------------------- | ------------ | ---------------------- | ------------------ | -------------------- | -------------- | -------------------------------------- | -------------------- | -------------------- | ----------- |
| Hans-Jürgen Geschke | Férfi egyéni | Jairo Díaz (COL) · Behrouz Rahbar (IRI) · 11,52       | 1.         |                                                         |          | Benedykt Kocot (POL) · Ernest Crutchlow (GBR) · 11,53 | 1.         |                        |          | Ezio Cardi (ITA) · Leslie King (TRI) · 11,42 | 1.           |                        |                    |                      |                | Klaas Balk (NED) · 11,63, 11,58, 11,47 | kiesett              | kiesett              | 5.          |
| Werner Otto         | Férfi egyéni | Carlos Reybaud (ARG) · Ernest Crutchlow (GBR) · 11,50 | 2.         | Leslie King (TRI) · Suriya Chiarasapawong (THA) · 11,62 | 2.       | kiesett                                               | kiesett    | kiesett                | kiesett  | kiesett                                      | kiesett      | kiesett                | kiesett            | kiesett              | kiesett        | kiesett                                | kiesett              | kiesett              | helyezetlen |

Időfutam
| Versenyző      | Versenyszám  | Idő     | Helyezés |
| -------------- | ------------ | ------- | -------- |
| Jürgen Schütze | Férfi egyéni | 1:07,02 |          |

Tandem
| Versenyző                       | Versenyszám     | 1. forduló                                                 | Vigaszág selejtező     | Vigaszág selejtező | Vigaszág döntő         | Vigaszág döntő | Negyeddöntő                                                  | Elődöntő                                                          | Döntő                                                                             | Helyezés |
| Versenyző                       | Versenyszám     | Ellenfél Győztes idő                                       | Ellenfelek Győztes idő | Hely.              | Ellenfelek Győztes idő | Hely.          | Ellenfél Győztes idő                                         | Ellenfél Győztes idő                                              | Ellenfél Győztes idő                                                              | Helyezés |
| ------------------------------- | --------------- | ---------------------------------------------------------- | ---------------------- | ------------------ | ---------------------- | -------------- | ------------------------------------------------------------ | ----------------------------------------------------------------- | --------------------------------------------------------------------------------- | -------- |
| Hans-Jürgen Geschke Werner Otto | Férfi kétüléses | Nagy-Britannia (GBR) · Geoffrey Cooke · David Rowe · 11,66 |                        |                    |                        |                | Belgium (BEL) · Manu Snellinx · Noël Soetaert · 10,75, 10,80 | Lengyelország (POL) · Andrzej Bek · Benedykt Kocot · 10,54, 10,91 | Szovjetunió (URS) · Vlagyimir Szemenec · Igor Celovalnyikov · 10,68, 10,52, 10,60 |          |

Üldözőversenyek
| Versenyző                                                    | Versenyszám  | Selejtező | Selejtező | Negyeddöntő                                                                             | Negyeddöntő | Negyeddöntő | Elődöntő | Elődöntő  | Elődöntő | Döntő                                                                                   | Döntő     | Helyezés |
| Versenyző                                                    | Versenyszám  | Idő       | Hely.     | Ellenfél Idő                                                                            | Saját idő   | Hely.       | Ellenfél Idő | Saját idő | Hely.    | Ellenfél Idő                                                                            | Saját idő | Helyezés |
| ------------------------------------------------------------ | ------------ | --------- | --------- | --------------------------------------------------------------------------------------- | ----------- | ----------- | --- | --------- | -------- | --------------------------------------------------------------------------------------- | --------- | -------- |
| Thomas Huschke                                               | Férfi egyéni | 4:57,95   | 9.        | kiesett                                                                                 | kiesett     | kiesett     | kiesett | kiesett   | kiesett  | kiesett                                                                                 | kiesett   | 9.       |
| Thomas Huschke Heinz Richter Herbert Richter Uwe Unterwalder | Férfi csapat | 4:25,48   | 2.        | Svájc (SUI) · Christian Brunner · Xaver Kurmann · René Savary · Martin Steger · 4:26,44 | 4:23,26     | 1.          | Lengyelország (POL) · Paweł Kaczorowski · Janusz Kierzkowski · Bernard Kręczyński · Mieczysław Nowicki · 4:26,39 | 4:23,14   | 1.       | NSZK (FRG) · Jürgen Colombo · Günter Haritz · Udo Hempel · Günther Schumacher · 4:22,14 | 4:25,25   |          |

## Kézilabda
| Keletnémet férfi kézilabdacsapat-játékoskeret | Keletnémet férfi kézilabdacsapat-játékoskeret                                                                              |
| --- | --- |
| - Wolfgang Böhme - Reiner Frieske - Reiner Ganschow - Jürgen Hildebrand - Horst Jankhöfer - Wolfgang Lakenmacher - Klaus Langhoff - Peter Larisch | - Peter Randt - Josef Rose - Udo Röhrig - Siegfried Voigt - Rainer Zimmermann - Harry Zörnack - Klaus Weiß - Rainer Würdig |

### Eredmények
Csoportkör
B csoport
| Csapat              | M | Gy | D | V | G+ | G– | Gk  | P |
| ------------------- | - | -- | - | - | -- | -- | --- | - |
| NDK (GDR)           | 3 | 3  | 0 | 0 | 51 | 32 | +19 | 6 |
| Csehszlovákia (TCH) | 3 | 1  | 1 | 1 | 56 | 40 | +16 | 3 |
| Izland (ISL)        | 3 | 1  | 1 | 1 | 57 | 51 | +6  | 3 |
| Tunézia (TUN)       | 3 | 0  | 0 | 3 | 32 | 73 | –41 | 0 |

| 1972. augusztus 30. | NDK (GDR) | 16 – 11 | Izland (ISL)   |  |
| 1972. augusztus 30. | Randt 5   | (7–6)   | négy játékos 2 |  |
| 1972. augusztus 30. |           |         |                |  |

| 1972. szeptember 1. | NDK (GDR)               | 21 – 9 | Tunézia (TUN)       |  |
| 1972. szeptember 1. | Ganschow, Lakenmacher 5 | (11–2) | Sebabti, Hamrouni 3 |  |
| 1972. szeptember 1. |                         |        |                     |  |

| 1972. szeptember 3. | NDK (GDR)  | 14 – 12 | Csehszlovákia (TCH) |  |
| 1972. szeptember 3. | Ganschow 4 | (5–4)   | Konečný 7           |  |
| 1972. szeptember 3. |            |         |                     |  |

Középdöntő
E. csoport
A táblázat tartalmazza a B csoportban lejátszott NDK – Csehszlovákia 14–12-es eredményét.
| Csapat              | M | Gy | D | V | G+ | G– | Gk | P |
| ------------------- | - | -- | - | - | -- | -- | -- | - |
| Csehszlovákia (TCH) | 3 | 2  | 0 | 1 | 42 | 38 | +4 | 4 |
| NDK (GDR)           | 3 | 2  | 0 | 1 | 36 | 34 | +2 | 4 |
| Szovjetunió (URS)   | 3 | 1  | 1 | 1 | 34 | 34 | +0 | 3 |
| Svédország (SWE)    | 3 | 0  | 1 | 2 | 34 | 40 | –6 | 1 |

| 1972. szeptember 6. | Szovjetunió (URS) | 11 – 8 | NDK (GDR)      |  |
| 1972. szeptember 6. | Panov, Klimov 3   | (4–4)  | négy játékos 2 |  |
| 1972. szeptember 6. |                   |        |                |  |

| 1972. szeptember 8. | Svédország (SWE) | 11 – 14 | NDK (GDR)  |  |
| 1972. szeptember 8. | L. Eriksson 4    | (6–8)   | Ganschow 6 |  |
| 1972. szeptember 8. |                  |         |            |  |

Bronzmérkőzés
| 1972. szeptember 10. | NDK (GDR) | 16 – 19 | Románia (ROU)    |  |
| 1972. szeptember 10. | Böhme 4   | (8–11)  | Gunesch, Gruia 5 |  |
| 1972. szeptember 10. |           |         |                  |  |

| Csapat    | Helyezés |
| --------- | -------- |
| NDK (GDR) | 4.       |

## Labdarúgás
| Keletnémet labdarúgócsapat-játékoskeret | Keletnémet labdarúgócsapat-játékoskeret |
| --- | --- |
| - Bernd Bransch - Jürgen Croy - Peter Ducke - Frank Ganzera - Reinhard Häfner - Harald Irmscher - Hans-Jürgen Kreische - Lothar Kurbjuweit - Jürgen Pommerenke - Ralf Schulenberg | - Wolfgang Seguin - Jürgen Sparwasser - Joachim Streich - Eberhard Vogel - Manfred Zapf - Siegmar Wätzlich - Konrad Weise - Dieter Schneider* - Axel Tyll* |

* - nem játszott csak nevezve volt

### Eredmények
Csoportkör
D csoport
| Csapat        | M | Gy | D | V | G+ | G– | Gk  | P |
| ------------- | - | -- | - | - | -- | -- | --- | - |
| Lengyelország | 3 | 3  | 0 | 0 | 11 | 2  | +9  | 6 |
| NDK           | 3 | 2  | 0 | 1 | 11 | 3  | +8  | 4 |
| Kolumbia      | 3 | 1  | 0 | 2 | 5  | 12 | –7  | 2 |
| Ghána         | 3 | 0  | 0 | 3 | 1  | 11 | –10 | 0 |

| 1972. augusztus 28. 12:00 |

| NDK (GDR)                                   | 4–0               | Ghána |
| ------------------------------------------- | ----------------- | ----- |
| Kreische 19' 89' Streich 45' Sparwasser 66' | (2–0) Jegyzőkönyv |       |

| Olimpiai Stadion, München Nézőszám: 40 000 Játékvezető: Michael Wuertz (amerikai) |

| 1972. augusztus 30. 12:00 |

| NDK (GDR)                                                                | 6–1               | Kolumbia     |
| ------------------------------------------------------------------------ | ----------------- | ------------ |
| Streich 1' 10' Sparwasser 9' Ducke 31' Vogel 85' Kreische 88' (11-esből) | (4–1) Jegyzőkönyv | Espinosa 38' |

| Passau Nézőszám: 4 500 Játékvezető: Abd el-Káder Aújszi (algériai) |

| 1972. szeptember 1. 12:00 |

| Lengyelország (POL) | 2–1               | NDK         |
| ------------------- | ----------------- | ----------- |
| Gorgoń 6' 63'       | (1–1) Jegyzőkönyv | Streich 45' |

| Nürnberg Nézőszám: 10 000 Játékvezető: Werner Winsemann (kanadai) |

Középdöntő
1. csoport
| Csapat       | M | Gy | D | V | G+ | G– | Gk | P |
| ------------ | - | -- | - | - | -- | -- | -- | - |
| Magyarország | 3 | 3  | 0 | 0 | 8  | 1  | +7 | 6 |
| NDK          | 3 | 2  | 0 | 1 | 10 | 4  | +6 | 4 |
| NSZK         | 3 | 0  | 1 | 2 | 4  | 8  | –4 | 1 |
| Mexikó       | 3 | 0  | 1 | 2 | 1  | 10 | –9 | 1 |

| 1972. szeptember 3. 12:00 |

| Magyarország (HUN)    | 2–0               | NDK |
| --------------------- | ----------------- | --- |
| Dunai A. 60' Tóth 66' | (0–0) Jegyzőkönyv |     |

| Passau Nézőszám: 8 500 Játékvezető: Armando Marques (brazil) |

| 1972. szeptember 5. 12:00 |

| NDK (GDR)                                                              | 7–0               | Mexikó |
| ---------------------------------------------------------------------- | ----------------- | ------ |
| Ganzera 34' Sparwasser 39' 51' 89' Streich 48' Kreische 72' Häfner 79' | (2–0) Jegyzőkönyv |        |

| Ingolstadt Nézőszám: 5 500 Játékvezető: Dzsafar Námdár (iráni) |

| 1972. szeptember 8. 12:00 |

| NDK (GDR)                            | 3–2               | NSZK                    |
| ------------------------------------ | ----------------- | ----------------------- |
| Pommerenke 10' Streich 53' Vogel 82' | (1–1) Jegyzőkönyv | Hoeneß 31' Hitzfeld 68' |

| Olimpiai Stadion, München Nézőszám: 80 000 Játékvezető: William Mullan (brit) |

Bronzmérkőzés
| 1972. szeptember 10. |

| Szovjetunió (URS)        | 2–2               | NDK                               |
| ------------------------ | ----------------- | --------------------------------- |
| Blohin 10' Hurcilava 30' | (2–1) Jegyzőkönyv | Kreische 33' (11-esből) Vogel 78' |

| Olimpiai Stadion, München Nézőszám: 80 000 Játékvezető: Armando Marques (brazil) |

- Mindkét csapat bronzérmet nyert.

| Csapat    | Helyezés |
| --------- | -------- |
| NDK (GDR) |          |

## Lovaglás
Díjlovaglás
| Versenyző                                        | Ló                     | Versenyszám | Selejtező | Selejtező | Döntő   | Döntő    |
| Versenyző                                        | Ló                     | Versenyszám | Pont      | Hely.     | Pont    | Helyezés |
| ------------------------------------------------ | ---------------------- | ----------- | --------- | --------- | ------- | -------- |
| Gerhard Brockmüller                              | Marios                 | Egyéni      | 1545      | 13.       | kiesett | kiesett  |
| Horst Köhler                                     | Imanuel                | Egyéni      | 1486      | 17.       | kiesett | kiesett  |
| Wolfgang Müller                                  | Semafor                | Egyéni      | 1521      | 16.       | kiesett | kiesett  |
| Gerhard Brockmüller Horst Köhler Wolfgang Müller | Marios Imanuel Semafor | Csapat      |           |           | 4,552   | 5.       |

Lovastusa
| Versenyző                                                 | Ló                            | Versenyszám | Díjlovaglás | Díjlovaglás | Tereplovaglás | Tereplovaglás | Díjugratás | Díjugratás | Végeredmény | Végeredmény |
| Versenyző                                                 | Ló                            | Versenyszám | Bünt.       | Hely.       | Bünt.         | Hely.         | Bünt.      | Hely.      | Bünt.       | Helyezés    |
| --------------------------------------------------------- | ----------------------------- | ----------- | ----------- | ----------- | ------------- | ------------- | ---------- | ---------- | ----------- | ----------- |
| Rudolf Beerbohm                                           | Ingolf                        | Egyéni      | -71,00      | 64.         | 74,80         | 9.            | -0,00      | 1.         | 3,80        | 11.         |
| Joachim Brohmann                                          | Uranio                        | Egyéni      | -51,33      | 19.         | -20,40        | 29.           | 0,00       | 1.         | -71,73      | 25.         |
| Helmut Gille                                              | Pflicht                       | Egyéni      | -69,00      | 58.         | 34,80         | 19.           | -40,00     | 48.        | -74,20      | 26.         |
| Jens Niehls                                               | Big-Ben                       | Egyéni      | -84,00      | 70.         | 34,00         | 20.           | -10,00     | 16.        | -60,00      | 23.         |
| Rudolf Beerbohm Joachim Brohmann Helmut Gille Jens Niehls | Ingolf Uranio Pflicht Big-Ben | Csapat      | -191,33     | 15.         | 143,60        | 5.            | -10,00     | 2.         | -127,93     | 5.          |

## Műugrás
Férfi
| Versenyző      | Versenyszám        | Selejtező | Selejtező | Döntő   | Döntő    |
| Versenyző      | Versenyszám        | Pont      | Helyezés  | Pont    | Helyezés |
| -------------- | ------------------ | --------- | --------- | ------- | -------- |
| Helge Ziethen  | Egyéni műugrás     | 364,02    | 8.        | 511,02  | 12.      |
| Falk Hoffmann  | Egyéni műugrás     | 384,45    | 5.        | 544,95  | 7.       |
| Falk Hoffmann  | Egyéni toronyugrás | 291,54    | 8.        | 436,71  | 10.      |
| Lothar Matthes | Egyéni toronyugrás | 298,41    | 6.        | 465,75  | 4.       |
| Wolfram Ristau | Egyéni toronyugrás | 268,59    | 23.       | kiesett | kiesett  |

Női
| Versenyző           | Versenyszám        | Selejtező | Selejtező | Döntő  | Döntő    |
| Versenyző           | Versenyszám        | Pont      | Helyezés  | Pont   | Helyezés |
| ------------------- | ------------------ | --------- | --------- | ------ | -------- |
| Heidi Becker-Ramlow | Egyéni műugrás     | 281,58    | 4.        | 405,78 | 9.       |
| Christa Köhler      | Egyéni műugrás     | 278,88    | 5.        | 394,20 | 11.      |
| Marina Janicke      | Egyéni műugrás     | 273,48    | 8.        | 430,92 |          |
| Marina Janicke      | Egyéni toronyugrás | 206,73    | 3.        | 360,54 |          |
| Sylvia Fiedler      | Egyéni toronyugrás | 206,07    | 4.        | 341,67 | 6.       |

## Ökölvívás
| Versenyző            | Versenyszám   | Selejtező                   | 32-es főtábla                     | Nyolcaddöntő                    | Negyeddöntő                     | Elődöntő                      | Döntő             | Helyezés |
| Versenyző            | Versenyszám   | Ellenfél Eredmény           | Ellenfél Eredmény                 | Ellenfél Eredmény               | Ellenfél Eredmény               | Ellenfél Eredmény             | Ellenfél Eredmény | Helyezés |
| -------------------- | ------------- | --------------------------- | --------------------------------- | ------------------------------- | ------------------------------- | ----------------------------- | ----------------- | -------- |
| Stefan Förster       | Harmatsúly    | Leslie Hamilton (CAN) · 4-1 | Mayaki Seydou (NIG) · 5-0         | Alfonso Zamora (MEX) · 0-5      | kiesett                         | kiesett                       | kiesett           | 9.       |
| Jochen Bachfeld      | Pehelysúly    | Peter Prause (FRG) · 5-0    | William Taylor (GBR) · 5-0        | Gabriel Pometcu (ROU) · 0-5     | kiesett                         | kiesett                       | kiesett           | 9.       |
| Ulrich Beyer         | Kisváltósúly  |                             | Ray Seales (USA) · 2-3            | kiesett                         | kiesett                         | kiesett                       | kiesett           | 17.      |
| Manfred Wolke        | Váltósúly     | erőnyerő                    | Panajótisz Therianósz (GRE) · 4-1 | Emilio Correa (CUB) · RSC       | kiesett                         | kiesett                       | kiesett           | 9.       |
| Peter Tiepold        | Nagyváltósúly | erőnyerő                    | Ion Györffi (ROU) · 4-1           | Mikko Saarinen (FIN) · 5-0      | Emeterio Villanueva (MEX) · 5-0 | Wiesław Rudkowski (POL) · 1-4 | kiesett           |          |
| Hans-Joachim Brauske | Középsúly     |                             | Abdel Salih (SUD) · 3-2           | Vjacseszlav Lemesev (URS) · 0-5 | kiesett                         | kiesett                       | kiesett           | 9.       |
| Ottomar Sachse       | Félnehézsúly  |                             | Miguel Cuello (ARG) · 1-4         | kiesett                         | kiesett                         | kiesett                       | kiesett           | 17.      |
| Jürgen Fanghänel     | Nehézsúly     |                             |                                   | Atanas Sapundzhiev (BUL) · KO   | Ion Alexe (ROU) · 0-5           | kiesett                       | kiesett           | 5.       |

## Röplabda

### Férfi
| Keletnémet férfi röplabdacsapat-játékoskeret                                                      | Keletnémet férfi röplabdacsapat-játékoskeret                                                               |
| ------------------------------------------------------------------------------------------------- | --- |
| - Horst Hagen - Wolfgang Löwe - Wolfgang Maibohm - Jürgen Maune - Horst Peter - Eckehard Pietzsch | - Siegfried Schneider - Arnold Schulz - Rudi Schumann - Rainer Tscharke - Wolfgang Webner - Wolfgang Weise |

#### Eredmények
Csoportkör
B csoport
|                |      | Mérkőzések | Mérkőzések | Szettek | Szettek | Szettek | Pontok | Pontok | Pontok |
| Csapat         | Pont | Gy         | V          | Sz+     | Sz–     | SzA     | P+     | P–     | PA     |
| -------------- | ---- | ---------- | ---------- | ------- | ------- | ------- | ------ | ------ | ------ |
| Japán (JPN)    | 10   | 5          | 0          | 15      | 0       | MAX     | 225    | 95     | 2,368  |
| NDK (GDR)      | 9    | 4          | 1          | 12      | 4       | 3,000   | 200    | 162    | 1,235  |
| Románia (ROU)  | 7    | 2          | 3          | 8       | 9       | 0,889   | 201    | 213    | 0,944  |
| Brazília (BRA) | 7    | 2          | 3          | 9       | 13      | 0,692   | 273    | 280    | 0,975  |
| Kuba (CUB)     | 7    | 2          | 3          | 6       | 13      | 0,462   | 212    | 254    | 0,835  |
| NSZK (FRG)     | 5    | 0          | 5          | 4       | 15      | 0,267   | 163    | 270    | 0,604  |

| 1972. augusztus 28. 10:00 | Kuba (CUB)          | 0 – 3 | NDK (GDR) |  |
| 1972. augusztus 28. 10:00 | (7–15, 13–15, 7–15) |       |           |  |

| 1972. augusztus 30. 10:00 | NDK (GDR)                  | 3 – 1 | Brazília (BRA) |  |
| 1972. augusztus 30. 10:00 | (15–5, 7–15, 16–14, 15–10) |       |                |  |

| 1972. szeptember 1. 14:00 | Japán (JPN)        | 3 – 0 | NDK (GDR) |  |
| 1972. szeptember 1. 14:00 | (15–4, 15–2, 15–6) |       |           |  |

| 1972. szeptember 3. 10:00 | NSZK (FRG)         | 0 – 3 | NDK (GDR) |  |
| 1972. szeptember 3. 10:00 | (7–15, 6–15, 4–15) |       |           |  |

| 1972. szeptember 6. 21:00 | Románia (ROU)        | 0 – 3 | NDK (GDR) |  |
| 1972. szeptember 6. 21:00 | (10–15, 12–15, 7–15) |       |           |  |

Elődöntő
| 1972. szeptember 8. 19:30 | Szovjetunió (URS)         | 1 – 3 | NDK (GDR) |  |
| 1972. szeptember 8. 19:30 | (6–15, 8–15, 15–13, 9–15) |       |           |  |

Döntő
| 1972. szeptember 9. 21:00 | NDK (GDR)                   | 1 – 3 | Japán (JPN) |  |
| 1972. szeptember 9. 21:00 | (15–11, 2–15, 10–15, 10–15) |       |             |  |

| Csapat    | Helyezés |
| --------- | -------- |
| NDK (GDR) |          |

## Sportlövészet
Nyílt
| Versenyző        | Versenyszám                    | Pont | Helyezés |
| ---------------- | ------------------------------ | ---- | -------- |
| Christian Düring | Gyorstüzelő pisztoly           | 583  | 21.      |
| Harald Vollmar   | Szabadpisztoly                 | 558  | 5.       |
| Peter Gorewski   | Sportpuska, fekvő              | 593  | 24.      |
| Werner Lippoldt  | Sportpuska, fekvő              | 596  | 12.      |
| Werner Lippoldt  | Sportpuska, összetett          | 1153 |          |
| Werner Lippoldt  | Szabadpuska, összetett (300 m) | 1141 | 9.       |
| Uto Wunderlich   | Szabadpuska, összetett (300 m) | 1149 | 4.       |
| Uto Wunderlich   | Sportpuska, összetett          | 1142 | 14.      |
| Manfred Geisler  | Trap                           | 187  | 18.      |
| Burckhardt Hoppe | Trap                           | 193  | 4.       |
| Michael Buchheim | Skeet                          | 195  |          |
| Klaus Reschke    | Skeet                          | 193  | 6.       |

## Súlyemelés
| Versenyző         | Versenyszám | Nyomás                   | Nyomás                   | Szakítás | Szakítás | Lökés    | Lökés    | Összesen | Helyezés |
| Versenyző         | Versenyszám | Eredmény                 | Helyezés                 | Eredmény | Helyezés | Eredmény | Helyezés | Összesen | Helyezés |
| ----------------- | ----------- | ------------------------ | ------------------------ | -------- | -------- | -------- | -------- | -------- | -------- |
| Wolfgang Faber    | 67,5 kg     | 137,5                    | 10.                      | 115,0    | 15.      | 152,5    | 11.      | 405,0    | 11.      |
| Werner Dittrich   | 75 kg       | érvényes kísérlet nélkül | érvényes kísérlet nélkül | kiesett  | kiesett  | kiesett  | kiesett  | kiesett  | kiesett  |
| Franklin Zielecke | 75 kg       | 150,0                    | 9.                       | 140,0    | 5.       | 170,0    | 8.       | 460,0    | 5.       |
| Bernhard Radtke   | 82,5 kg     | 162,5                    | 5.                       | 145,0    | 2.       | 185,0    | 4.       | 492,5    | 4.       |
| Stefan Grützner   | 110 kg      | 185,0                    | 6.                       | 162,5    | 4.       | 207,5    | 1.       | 555,0    |          |
| Helmut Losch      | 110 kg      | 190,0                    | 4.                       | 152,5    | 8.       | 205,0    | 2.       | 547,5    | 4.       |
| Gerd Bonk         | +110 kg     | 200,0                    | 6.                       | 155,0    | 7.       | 217,5    | 2.       | 572,5    |          |
| Manfred Rieger    | +110 kg     | 190,0                    | 8.                       | 162,5    | 5.       | 205,0    | 6.       | 557,5    | 5.       |

## Torna
Férfi
| Versenyző                                                                              | Versenyszám      | Selejtező | Selejtező | Döntő    | Döntő    |
| Versenyző                                                                              | Versenyszám      | Pontszám  | Helyezés  | Pontszám | Helyezés |
| -------------------------------------------------------------------------------------- | ---------------- | --------- | --------- | -------- | -------- |
| Matthias Brehme                                                                        | Talaj            | 18,80     | 10.       | kiesett  | kiesett  |
| Matthias Brehme                                                                        | Ugrás            | 18,75     | 6.        | kiesett  | kiesett  |
| Matthias Brehme                                                                        | Korlát           | 18,65     | 15.       | kiesett  | kiesett  |
| Matthias Brehme                                                                        | Nyújtó           | 18,85     | 10.       | kiesett  | kiesett  |
| Matthias Brehme                                                                        | Gyűrű            | 18,80     | 12.       | kiesett  | kiesett  |
| Matthias Brehme                                                                        | Lólengés         | 18,60     | 8.        | kiesett  | kiesett  |
| Matthias Brehme                                                                        | Egyéni összetett | 112,45    | 10.       | 112,125  | 10.      |
| Wolfgang Klotz                                                                         | Talaj            | 18,60     | 14.       | kiesett  | kiesett  |
| Wolfgang Klotz                                                                         | Ugrás            | 18,50     | 16.       | kiesett  | kiesett  |
| Wolfgang Klotz                                                                         | Korlát           | 18,60     | 17.       | kiesett  | kiesett  |
| Wolfgang Klotz                                                                         | Nyújtó           | 18,50     | 20.       | kiesett  | kiesett  |
| Wolfgang Klotz                                                                         | Gyűrű            | 18,70     | 16.       | kiesett  | kiesett  |
| Wolfgang Klotz                                                                         | Lólengés         | 18,15     | 23.       | kiesett  | kiesett  |
| Wolfgang Klotz                                                                         | Egyéni összetett | 111,05    | 16.       | 110,775  | 17.      |
| Klaus Köste                                                                            | Talaj            | 19,05     | 2.        | 18,825   | 5.       |
| Klaus Köste                                                                            | Ugrás            | 18,95     | 3.        | 18,850   |          |
| Klaus Köste                                                                            | Korlát           | 19,00     | 9.        | kiesett  | kiesett  |
| Klaus Köste                                                                            | Nyújtó           | 18,75     | 15.       | kiesett  | kiesett  |
| Klaus Köste                                                                            | Gyűrű            | 19,00     | 6.        | 18,950   | 5.*      |
| Klaus Köste                                                                            | Lólengés         | 18,50     | 13.       | kiesett  | kiesett  |
| Klaus Köste                                                                            | Egyéni összetett | 113,25    | 6.        | 113,075  | 6.*      |
| Jürgen Paeke                                                                           | Talaj            | 18,00     | 36.       | kiesett  | kiesett  |
| Jürgen Paeke                                                                           | Ugrás            | 18,45     | 20.       | kiesett  | kiesett  |
| Jürgen Paeke                                                                           | Korlát           | 18,30     | 36.       | kiesett  | kiesett  |
| Jürgen Paeke                                                                           | Nyújtó           | 18,45     | 21.       | kiesett  | kiesett  |
| Jürgen Paeke                                                                           | Gyűrű            | 17,70     | 49.       | kiesett  | kiesett  |
| Jürgen Paeke                                                                           | Lólengés         | 18,45     | 14.       | kiesett  | kiesett  |
| Jürgen Paeke                                                                           | Egyéni összetett | 109,35    | 29.       | 109,425  | 28.      |
| Reinhard Rychly                                                                        | Talaj            | 18,25     | 29.       | kiesett  | kiesett  |
| Reinhard Rychly                                                                        | Ugrás            | 18,40     | 23.       | kiesett  | kiesett  |
| Reinhard Rychly                                                                        | Korlát           | 18,40     | 29.       | kiesett  | kiesett  |
| Reinhard Rychly                                                                        | Nyújtó           | 18,75     | 15.       | kiesett  | kiesett  |
| Reinhard Rychly                                                                        | Gyűrű            | 18,20     | 31.       | kiesett  | kiesett  |
| Reinhard Rychly                                                                        | Lólengés         | 17,95     | 32.       | kiesett  | kiesett  |
| Reinhard Rychly                                                                        | Egyéni összetett | 109,95    | 22.       | 109,675  | 26.      |
| Wolfgang Thüne                                                                         | Talaj            | 18,45     | 19.       | kiesett  | kiesett  |
| Wolfgang Thüne                                                                         | Ugrás            | 18,60     | 12.       | kiesett  | kiesett  |
| Wolfgang Thüne                                                                         | Korlát           | 18,65     | 15.       | kiesett  | kiesett  |
| Wolfgang Thüne                                                                         | Nyújtó           | 19,15     | 7.        | kiesett  | kiesett  |
| Wolfgang Thüne                                                                         | Gyűrű            | 18,85     | 10.       | kiesett  | kiesett  |
| Wolfgang Thüne                                                                         | Lólengés         | 18,45     | 14.       | kiesett  | kiesett  |
| Wolfgang Thüne                                                                         | Egyéni összetett | 112,15    | 12.       | 112,175  | 9.       |
| Matthias Brehme Wolfgang Klotz Klaus Köste Jürgen Paeke Reinhard Rychly Wolfgang Thüne | Csapat összetett |           |           | 559,70   |          |

Női
| Versenyző                                                                                  | Versenyszám      | Selejtező | Selejtező | Döntő    | Döntő    |
| Versenyző                                                                                  | Versenyszám      | Pontszám  | Helyezés  | Pontszám | Helyezés |
| ------------------------------------------------------------------------------------------ | ---------------- | --------- | --------- | -------- | -------- |
| Irene Abel                                                                                 | Talaj            | 18,40     | 22.       | kiesett  | kiesett  |
| Irene Abel                                                                                 | Ugrás            | 18,85     | 7.        | kiesett  | kiesett  |
| Irene Abel                                                                                 | Felemás korlát   | 18,60     | 18.       | kiesett  | kiesett  |
| Irene Abel                                                                                 | Gerenda          | 17,90     | 22.       | kiesett  | kiesett  |
| Irene Abel                                                                                 | Egyéni összetett | 73,75     | 13.       | 74,625   | 11.      |
| Angelika Hellmann                                                                          | Talaj            | 19,00     | 5.        | 19,100   | 5.*      |
| Angelika Hellmann                                                                          | Ugrás            | 18,85     | 7.        | kiesett  | kiesett  |
| Angelika Hellmann                                                                          | Felemás korlát   | 19,10     | 6.        | 19,200   | 6.       |
| Angelika Hellmann                                                                          | Gerenda          | 18,35     | 12.       | kiesett  | kiesett  |
| Angelika Hellmann                                                                          | Egyéni összetett | 75,30     | 7.        | 75,550   | 6.       |
| Karin Janz                                                                                 | Talaj            | 19,20     | 4.        | 19,400   | 4.       |
| Karin Janz                                                                                 | Ugrás            | 19,25     | 2.        | 19,525   |          |
| Karin Janz                                                                                 | Felemás korlát   | 19,55     | 1.        | 19,675   |          |
| Karin Janz                                                                                 | Gerenda          | 18,85     | 3.        | 18,975   |          |
| Karin Janz                                                                                 | Egyéni összetett | 76,85     | 1.*       | 76,875   |          |
| Richarda Schmeißer                                                                         | Talaj            | 18,50     | 13.       | kiesett  | kiesett  |
| Richarda Schmeißer                                                                         | Ugrás            | 17,70     | 56.       | kiesett  | kiesett  |
| Richarda Schmeißer                                                                         | Felemás korlát   | 19,00     | 8.        | kiesett  | kiesett  |
| Richarda Schmeißer                                                                         | Gerenda          | 18,00     | 17.       | kiesett  | kiesett  |
| Richarda Schmeißer                                                                         | Egyéni összetett | 73,20     | 17.       | 74,500   | 12.      |
| Christine Schmitt                                                                          | Talaj            | 18,50     | 13.       | kiesett  | kiesett  |
| Christine Schmitt                                                                          | Ugrás            | 18,65     | 11.       | kiesett  | kiesett  |
| Christine Schmitt                                                                          | Felemás korlát   | 18,60     | 18.       | kiesett  | kiesett  |
| Christine Schmitt                                                                          | Gerenda          | 17,95     | 21.       | kiesett  | kiesett  |
| Christine Schmitt                                                                          | Egyéni összetett | 73,70     | 14.       | 74,400   | 15.      |
| Erika Zuchold                                                                              | Talaj            | 18,95     | 7.        | kiesett  | kiesett  |
| Erika Zuchold                                                                              | Ugrás            | 19,15     | 3.        | 19,275   |          |
| Erika Zuchold                                                                              | Felemás korlát   | 19,30     | 2.        | 19,450   | *        |
| Erika Zuchold                                                                              | Gerenda          | 18,60     | 6.        | 18,700   |          |
| Erika Zuchold                                                                              | Egyéni összetett | 76,00     | 5.        | 76,450   | 4.       |
| Irene Abel Angelika Hellmann Karin Janz Richarda Schmeißer Christine Schmitt Erika Zuchold | Csapat összetett |           |           | 376,55   |          |

* - egy másik versenyzővel azonos eredményt ért el

## Úszás
Férfi
| Versenyző                                                        | Versenyszám            | Előfutam | Előfutam | Előfutam | Elődöntő | Elődöntő | Elődöntő | Döntő   | Döntő    |
| Versenyző                                                        | Versenyszám            | Idő      | Hely.    | Össz.    | Idő      | Hely.    | Össz.    | Idő     | Helyezés |
| ---------------------------------------------------------------- | ---------------------- | -------- | -------- | -------- | -------- | -------- | -------- | ------- | -------- |
| Hartmut Flöckner                                                 | 100 m pillangó         | 57,41    | 2.       | 7.       | 56,96    | 4.       | 6.       | 57,40   | 7.       |
| Hartmut Flöckner                                                 | 200 m pillangó         | 2:05,54  | 2.       | 6.       |          |          |          | 2:05,34 | 7.       |
| Hartmut Flöckner                                                 | 100 m gyors            | 54,36    | 4.       | 20.      | kiesett  | kiesett  | kiesett  | kiesett | kiesett  |
| Peter Bruch                                                      | 100 m gyors            | 54,25    | 3.       | 16.      | 53,97    | 7.       | 14.      | kiesett | kiesett  |
| Peter Bruch                                                      | 200 m gyors            | 1:58,49  | 2.       | 16.      |          |          |          | kiesett | kiesett  |
| Wilfried Hartung                                                 | 200 m gyors            | 1:56,95  | 2.       | 9.       |          |          |          | kiesett | kiesett  |
| Wilfried Hartung                                                 | 100 m gyors            | 54,37    | 3.       | 21.      | kiesett  | kiesett  | kiesett  | kiesett | kiesett  |
| Udo Poser                                                        | 200 m gyors            | 1:57,23  | 3.       | 12.      |          |          |          | kiesett | kiesett  |
| Udo Poser                                                        | 400 m gyors            | 4:09,62  | 3.       | 12.      |          |          |          | kiesett | kiesett  |
| Klaus Dockhorn                                                   | 400 m gyors            | 4:17,98  | 6.       | 26.      |          |          |          | kiesett | kiesett  |
| Klaus Dockhorn                                                   | 1500 m gyors           | 16:55,30 | 3.       | 16.      |          |          |          | kiesett | kiesett  |
| Axel Freudenberg                                                 | 1500 m gyors           | 16:37,19 | 2.       | 12.      |          |          |          | kiesett | kiesett  |
| Wolfram Sperling                                                 | 400 m gyors            | 4:14,73  | 4.       | 20.      |          |          |          | kiesett | kiesett  |
| Wolfram Sperling                                                 | 200 m vegyes           | 2:12,87  | 1.       | 9.       |          |          |          | kiesett | kiesett  |
| Wolfram Sperling                                                 | 400 m vegyes           | 4:42,75  | 3.       | 8.       |          |          |          | 4:40,66 | 8.       |
| Christian Lietzmann                                              | 400 m vegyes           | 4:44,47  | 2.       | 10.      |          |          |          | kiesett | kiesett  |
| Christian Lietzmann                                              | 200 m vegyes           | 2:13,42  | 3.       | 13.      |          |          |          | kiesett | kiesett  |
| Bertram Türpe                                                    | 200 m vegyes           | 2:16,54  | 3.       | 21.      |          |          |          | kiesett | kiesett  |
| Bertram Türpe                                                    | 400 m vegyes           | 4:46,55  | 3.       | 13.      |          |          |          | kiesett | kiesett  |
| Roger Pyttel                                                     | 200 m pillangó         | 2:08,72  | 3.       | 13.*     |          |          |          | kiesett | kiesett  |
| Roger Pyttel                                                     | 100 m pillangó         | 57,98    | 2.       | 12.      | 57,69    | 5.       | 11.      | kiesett | kiesett  |
| Roland Matthes                                                   | 100 m pillangó         | 57,16    | 1.       | 4.       | 56,51    | 1.       | 3.       | 55,87   | 4.       |
| Roland Matthes                                                   | 200 m hát              | 2:06,62  | 1.       | 1.       |          |          |          | 2:02,82 |          |
| Roland Matthes                                                   | 100 m hát              | 1:00,01  | 1.       | 4.       | 58,44    | 1.       | 2.       | 56,58   |          |
| Jürgen Krüger                                                    | 100 m hát              | 1:00,65  | 2.       | 7.       | 1:00,06  | 4.       | 7.       | 59,93   | 7.       |
| Lutz Wanja                                                       | 100 m hát              | 1:00,62  | 2.       | 6.       | 59,83    | 3.       | 6.       | 59,80   | 6.       |
| Lutz Wanja                                                       | 200 m hát              | 2:13,46  | 4.       | 18.      |          |          |          | kiesett | kiesett  |
| Lothar Noack                                                     | 200 m hát              | 2:08,80  | 2.       | 5.       |          |          |          | 2:08,67 | 6.       |
| Rainer Hradetzky                                                 | 100 m mell             | 1:08,67  | 3.       | 16.      | 1:09,49  | 8.       | 16.      | kiesett | kiesett  |
| Rainer Hradetzky                                                 | 200 m mell             | 2:32,48  | 4.       | 23.      |          |          |          | kiesett | kiesett  |
| Klaus Katzur                                                     | 200 m mell             | 2:26,32  | 1.       | 7.       |          |          |          | 2:27,44 | 8.       |
| Klaus Katzur                                                     | 100 m mell             | 1:07,36  | 3.       | 10.      | 1:06,82  | 4.       | 10.      | kiesett | kiesett  |
| Roland Matthes Wilfried Hartung Peter Bruch Lutz Unger Udo Poser | 4 × 100 m gyorsváltó   | 3:35,13  | 2.       | 3.       |          |          |          | 3:32,42 |          |
| Wilfried Hartung Peter Bruch Udo Poser Lutz Unger Roger Pyttel   | 4 × 200 m gyorsváltó   | 7:51,11  | 2.       | 3.       |          |          |          | 7:49,11 | 6.       |
| Roland Matthes Klaus Katzur Hartmut Flöckner Lutz Unger          | 4 × 100 m vegyes váltó | 3:55,23  | 1.       | 2.       |          |          |          | 3:52,12 |          |

Női
| Versenyző                                                                   | Versenyszám            | Előfutam | Előfutam | Előfutam | Elődöntő | Elődöntő | Elődöntő | Döntő   | Döntő    |
| Versenyző                                                                   | Versenyszám            | Idő      | Hely.    | Össz.    | Idő      | Hely.    | Össz.    | Idő     | Helyezés |
| --------------------------------------------------------------------------- | ---------------------- | -------- | -------- | -------- | -------- | -------- | -------- | ------- | -------- |
| Sylvia Eichner                                                              | 100 m gyors            | 1:00,64  | 3.       | 11.      | 1:00,73  | 6.       | 11.      | kiesett | kiesett  |
| Gabriele Wetzko                                                             | 100 m gyors            | 1:00,40  | 1.       | 9.       | 59,46    | 3.       | 4.       | 59,21   | 4.       |
| Andrea Eife                                                                 | 100 m gyors            | 59,73    | 2.       | 6.       | 59,71    | 4.       | 7.       | 59,91   | 6.       |
| Andrea Eife                                                                 | 200 m gyors            | 2:07,05  | 1.       | 1.       |          |          |          | 2:06,27 | 5.       |
| Andrea Eife                                                                 | 800 m gyors            | 9:22,88  | 2.       | 9.       |          |          |          | kiesett | kiesett  |
| Karin Tülling                                                               | 800 m gyors            | 9:25,73  | 3.       | 14.      |          |          |          | kiesett | kiesett  |
| Karin Tülling                                                               | 400 m gyors            | 4:32,56  | 3.       | 9.       |          |          |          | kiesett | kiesett  |
| Karin Tülling                                                               | 200 m gyors            | 2:09,01  | 2.       | 7.       |          |          |          | 2:11,70 | 8.       |
| Gudrun Wegner                                                               | 200 m gyors            | 2:09,49  | 3.       | 9.       |          |          |          | kiesett | kiesett  |
| Gudrun Wegner                                                               | 400 m gyors            | 4:25,13  | 3.       | 3.       |          |          |          | 4:23,11 |          |
| Gudrun Wegner                                                               | 800 m gyors            | 9:11,32  | 2.       | 4.       |          |          |          | 8:58,89 | 5.       |
| Christine Herbst                                                            | 100 m hát              | 1:07,96  | 1.       | 9.       | 1:07,34  | 4.       | 8.       | 1:07,27 | 7.       |
| Christine Herbst                                                            | 200 m hát              | 2:25,09  | 2.       | 7.       |          |          |          | 2:23,44 | 5.       |
| Susanne Hilger                                                              | 200 m hát              | 2:27,88  | 3.       | 18.      |          |          |          | kiesett | kiesett  |
| Susanne Hilger                                                              | 100 m hát              | 1:09,25  | 5.       | 18.*     | kiesett  | kiesett  | kiesett  | kiesett | kiesett  |
| Renate Vogel                                                                | 100 m mell             | 1:17,33  | 2.       | 8.       | 1:16,87  | 5.       | 10.      | kiesett | kiesett  |
| Sylvia Langer                                                               | 100 m mell             | 1:18,29  | 3.       | 15.      | 1:20,03  | 8.       | 16.      | kiesett | kiesett  |
| Sylvia Langer                                                               | 200 m mell             | 2:49,68  | 2.       | 21.      |          |          |          | kiesett | kiesett  |
| Hannelore Anke                                                              | 200 m mell             | 2:45,92  | 2.       | 9.       |          |          |          | kiesett | kiesett  |
| Brigitte Schuchardt                                                         | 200 m mell             | 2:53,03  | 5.       | 28.      |          |          |          | kiesett | kiesett  |
| Brigitte Schuchardt                                                         | 100 m mell             | 1:18,62  | 4.       | 17.      | kiesett  | kiesett  | kiesett  | kiesett | kiesett  |
| Brigitte Schuchardt                                                         | 200 m vegyes           | 2:30,04  | 2.       | 16.      |          |          |          | kiesett | kiesett  |
| Kornelia Ender                                                              | 200 m vegyes           | 2:25,39  | 1.       | 2.       |          |          |          | 2:23,59 |          |
| Evelyn Stolze                                                               | 200 m vegyes           | 2:25,45  | 1.       | 3.       |          |          |          | 2:25,90 | 6.       |
| Evelyn Stolze                                                               | 400 m vegyes           | 5:06,96  | 1.       | 1.       |          |          |          | 5:06,80 | 5.       |
| Angela Franke                                                               | 400 m vegyes           | 5:14,81  | 3.       | 10.      |          |          |          | kiesett | kiesett  |
| Marlies Pohl                                                                | 400 m vegyes           | 5:15,38  | 2.       | 13.      |          |          |          | kiesett | kiesett  |
| Roswitha Beier                                                              | 100 m pillangó         | 1:04,34  | 2.       | 4.       | 1:04,36  | 2.       | 5.       | 1:03,61 |          |
| Rosemarie Kother-Gabriel                                                    | 100 m pillangó         | 1:04,83  | 2.       | 6.       | 1:04,64  | 4.       | 9.       | kiesett | kiesett  |
| Rosemarie Kother-Gabriel                                                    | 200 m pillangó         | 2:18,32  | 1.       | 3.       |          |          |          | 2:17,11 | 4.       |
| Helga Lindner                                                               | 200 m pillangó         | 2:20,00  | 2.       | 5.       |          |          |          | 2:20,47 | 6.       |
| Brigitte Mertz                                                              | 200 m pillangó         | 2:24,92  | 3.       | 10.      |          |          |          | kiesett | kiesett  |
| Gabriele Wetzko Andrea Eife Elke Sehmisch Kornelia Ender Sylvia Eichner     | 4 × 100 m gyorsváltó   | 3:58,11  | 1.       | 1.       |          |          |          | 3:55,55 |          |
| Christine Herbst Renate Vogel Roswitha Beier Kornelia Ender Gabriele Wetzko | 4 × 100 m vegyes váltó | 4:27,58  | 1.       | 2.       |          |          |          | 4:24,91 |          |

* - egy másik versenyzővel azonos időt ért el

## Vitorlázás
Nyílt
| Versenyző                                      | Versenyszám     | Futam  | Futam | Futam | Futam  | Futam | Futam  | Futam | Pontszám | Helyezés |
| Versenyző                                      | Versenyszám     | 1      | 2     | 3     | 4      | 5     | 6      | 7     | Pontszám | Helyezés |
| ---------------------------------------------- | --------------- | ------ | ----- | ----- | ------ | ----- | ------ | ----- | -------- | -------- |
| Christian Schröder                             | Finn dingi      | 30,0   | 25,0  | 0,0   | 19,0   | 0,0   | (45,0) | 17,0  | 91,0     | 7.       |
| Hans-Joachim Lange Herbert Weichert            | Csillaghajó     | 21,0   | 15,0  | 20,0  | (24,0) | 22,0  | 19,0   | 11,7  | 108,7    | 17.      |
| Dietmar Gedde Herbert Hüttner                  | Repülő hollandi | 11,7   | 16,0  | 18,0  | (34,0) | 14,0  | 24,0   | 21,0  | 104,7    | 13.      |
| Paul Borowski Karl-Heinz Thun Konrad Weichert  | Sárkányhajó     | (18,0) | 14,0  | 14,0  | 0,0    | 8,0   | 5,7    |       | 41,7     |          |
| Werner Christoph Lothar Koepsel Roland Schwarz | Soling          | 19,0   | 10,0  | 23,0  | 17,0   | 14,0  | (26,0) |       | 83,0     | 14.      |

## Vívás
Férfi
| Versenyző                                                                     | Versenyszám       | Selejtező | Selejtező | Selejtező | Selejtező | Negyeddöntő | Negyeddöntő | Elődöntő | Elődöntő | Döntő             | Döntő   | Helyezés    |
| Versenyző                                                                     | Versenyszám       | 1. kör | 1. kör    | 2. kör | 2. kör    | Negyeddöntő | Negyeddöntő | Elődöntő | Elődöntő | Döntő             | Döntő   | Helyezés    |
| Versenyző                                                                     | Versenyszám       | Ellenfél Eredmény | Hely.     | Ellenfél Eredmény | Hely.     | Ellenfél Eredmény | Hely.       | Ellenfél Eredmény | Hely.    | Ellenfél Eredmény | Hely.   | Helyezés    |
| ----------------------------------------------------------------------------- | ----------------- | --- | --------- | --- | --------- | --- | ----------- | --- | -------- | ----------------- | ------- | ----------- |
| Horst Melzig                                                                  | Párbajtőr, egyéni | 7. csoport · François Jeanne (FRA) · 5-1 · Daniel Feraud (ARG) · 5-2 · Jeppe Normann (NOR) · 5-3 · Yves Daniel Darricau (LIB) · 5-0 · Costică Bărăgan (ROU) · 3-5 | 1.        | 6. csoport · Kulcsár Győző (HUN) · 5-1 · Bohdan Gonsior (POL) · 5-4 · Orvar Jönsson (SWE) · 5-4 · Karl-Heinz Müller (AUT) · 2-5 · Luis Stephens (MEX) · 5-5  | 3.        | 4. csoport · Jerzy Janikowski (POL) · 5-2 · Igor Valetov (URS) · 5-3 · Robert Schiel (LUX) · 5-2 · Risto Hurme (FIN) · 5-3 · Peter Lötscher (SUI) · 3-5           | 1.          | 1. csoport · Kulcsár Győző (HUN) · 3-5 · Rolf Edling (SWE) · 4-5 · Jacques Brodin (FRA) · 4-5 · Daniel Giger (SUI) · 5-4 · Szergej Paramonov (URS) · 5-3 | 4.       | kiesett           | kiesett | helyezetlen |
| Hans-Peter Schulze                                                            | Párbajtőr, egyéni | 12. csoport · Ralph Johnson (GBR) · 5-3 · Jorge Castillejos (MEX) · 5-4 · Carl von Essen (SWE) · 5-4 · Pirouz Adamiyat (IRI) · 5-2 · Fenyvesi Csaba (HUN) · 2-5   | 1.        | 4. csoport · Schmitt Pál (HUN) · 2-5 · Jerzy Janikowski (POL) · 3-5 · Daniel Giger (SUI) · 4-5 · Alexandru Istrate (ROU) · 1-5 · Stephen Netburn (USA) · 4-5 | 6.        | kiesett | kiesett     | kiesett | kiesett  | kiesett           | kiesett | helyezetlen |
| Bernd Uhlig                                                                   | Párbajtőr, egyéni | 5. csoport · Szergej Paramonov (URS) · 3-5 · Rudolf Trost (AUT) · 5-4 · George Masin (USA) · 5-1 · Ali Alamdari (IRI) · 5-3 · Remo Manelli (LUX) · 5-1            | 2.        | 5. csoport · Igor Valetov (URS) · 5-3 · Edward Bourne (GBR) · 5-3 · Gerry Wiedel (CAN) · 5-1 · Daniel Feraud (ARG) · 5-2 · Rudolf Trost (AUT) · 2-5          | 2.        | 2. csoport · Fenyvesi Csaba (HUN) · 3-5 · Daniel Giger (SUI) · 3-5 · Henryk Nielaba (POL) · 4-5 · Jacques Ladègaillerie (FRA) · 5-3 · Nicola Granieri (ITA) · 5-3 | 5.          | kiesett | kiesett  | kiesett           | kiesett | helyezetlen |
| Harry Fiedler Eckhard Mannischeff Horst Melzig Hans-Peter Schulze Bernd Uhlig | Párbajtőr, csapat | 5. csoport · Egyesült Államok (USA) · 8 (65)-8 (61) · Argentína (ARG) · 13-3 · Románia (ROU) · 5-11                                                               | 3.        | kiesett | kiesett   | kiesett | kiesett     | kiesett | kiesett  | kiesett           | kiesett | helyezetlen |